# Maesa samoana
Maesa samoana är en viveväxtart som beskrevs av Carl Christian Mez. Maesa samoana ingår i släktet Maesa och familjen viveväxter. Inga underarter finns listade i Catalogue of Life.